# Mononeurite
La mononeurite  è uno mononeuropatia associata a un processo flogistico o degenerativo che interessa singolarmente un nervo.
Si divide in mononeurite semplice quando viene interessato un solo nervo (es. neurite ottica, neurite vestibolare, metatarsalgia di Morton) e mononeurite multipla quando i nervi sono 2 o più, asimmetrici e non contigui.
Il termine "mononeurite", quasi mai utilizzato nelle mononeuriti semplici, compare nella letteratura medica quasi sempre per indicare le mononeuriti multiple,
La mononeurite è caratterizzata da degenerazione neuronale primaria (n. parenchimatosa) o da primitiva alterazione del tessuto connettivo del nervo (n. interstiziale), che determina la diminuzione o la perdita completa della conduzione nervosa, provocando spasmi, contrazioni, paresi, paralisi, se sono colpiti i nervi motorî, o dolore, parestesie e anestesie, se sono colpiti i nervi sensitivi, e infine anidrosi, alterazioni della cute, ecc., se sono lese fibre vegetative.
Il danno al nervo può essere:
• una focale o segmentaria demielinizzazione con conservazione dell'assone (neuropraxia)
• una divisione dell'assone con l'epinevrio che rimane intatto e ricresce a 1 mm al giorno dal sito della lesione (assonotmesi)
• una rottura del nervo che perde la sua continuità. senza recupero.
Questi tipi di danno possono verificarsi in combinazione. Le cause comuni di danno includono una mancanza di ossigeno dovuta alla diminuzione del flusso sanguigno o all'infiammazione dei vasi sanguigni che causa la distruzione della parete del vaso e l'occlusione del lume dei vasi delle piccole arterie epineuriali.
La mononeurite multipla è in realtà un gruppo eterogeneo di disturbi dei nervi periferici, quindi non una vera entità di malattia distinta. Le cause sono multifattoriali e possono essere collegate a una varietà di disturbi metabolici, infettivi, reumatologici, ematologici e maligni come i seguenti: diabete mellito, vasculite, amiloidosi, leucemia, linfoma, poliarterite nodosa, artrite reumatoide, lupus eritematoso sistemico, sindromi paraneoplastiche.
Tra le altre patologie può essere causata anche dalla Sindrome da compressione nervosa o dalla Malattia di Degos, raramente da granulomatosi.